# Christian August Crusius
Pour les articles homonymes, voir Crusius.
Christian August Crusius (10 janvier 1715 – 18 octobre 1775) est un philosophe et théologien protestant. Il est l'un des principaux adversaires du wolffianisme au XVIIIe siècle.

## Biographie
Fils de pasteur, Christian August Crusius étudia la théologie, la philosophie, mais aussi la physique expérimentale et la mathématique à l'université de Leipzig, où il devint d'abord professeur extraordinaire (assistant) de philosophie en 1744, puis professeur ordinaire (titulaire) de théologie en 1750. Disciple d'Andreas Rüdiger (1673-1731) et d'Adolph Friedrich Hoffmann (1703-1741) dont il fut l'élève, Crusius est le dernier penseur influent du courant piétiste. Adversaire déclaré de la philosophie de Wolff, il défend l'unité de la raison et de la foi dans la Révélation et récuse le principe de raison suffisante. Sa méthode exégétique, fondée sur l'intuition, le place aux antipodes de son rival, l'exégète Johann August Ernesti (1707-1781). 
Crusius a joué un rôle important dans la formation de la pensée de Kant dans la mesure où il fut le premier à avoir mis en avant l'idée selon laquelle la nécessité de la physique relevait d'une autre sorte de nécessité que celle relevant de la logique. L'historien de la philosophie Ernst Cassirer fait remarquer à propos de Crusius : « Le résultat essentiel de sa théorie de la connaissance se situe au contraire dans la prise de conscience que, pour nos conclusions de causalité, il faut un principe propre, différent du principe de non-contradiction, et un fondement indépendant de certitude […]. » Cf. Ernst Cassirer, Le problème de la connaissance dans la philosophie et la science des temps modernes, tome 2 1907, traduction française, Cerf, Paris, 2005, p. 422 note 14.

## Œuvres
- Anweisung vernünftig zu leben, Darinnen nach Erklärung der Natur des menschlichen Willens die natürlichen Pflichten und allgemeinen Klugheitslehren im richtigen Zusammenhange vorgetragen werden. Leipzig, 1744  ; 3e édition augmentée, 1767.  [traduction française : Instruction pour une Vie raisonnable, Paris, éd. Les Belles-Lettres, 2007, 576p.]
- Ausführliche Abhandlung von dem rechten Gebrauche und der Einschränkung des sogenannten Satzes vom zureichenden, oder besser, determinirenden Grunde, Leipzig, 1744

- Entwurf der nothwendigen Vernunft-Wahrheiten, wiefern sie den zufälligen entgegen gesetzet werden. Leipzig 1745 ; 2e édit. augm., 1753  ; 3e édit. augm. 1766.
- Weg zur Gewißheit und Zuverläßigkeit der menschlichen Erkenntniß. Leipzig, 1747.
- Anleitung über natürliche Begenbenheiten ordentlich und vorsichtig nachzudenken. Zwei Bände, Leipzig, 1749  ; 2e édit. augm. 1774.
- Abhandlung Von dem, was Gott geziemet, oder anständig ist. Leipzig, 1752.
- Philosophische Abhandlung von allerhöchsten Grundsatz aller wahren menschlichen Erkenntniß. Frankfurt am Main/Leipzig, 1756.
- Berechnung der siebenzig Wochen Danielis. Zwickau, 1766.
- Gründliche Belehrung vom Aberglauben zur Aufklärung des Unterschiedes zwischen Religion und Aberglauben. Leipzig, 1767.
- Gründliche Belehrung von der christlichen Kirche. Leipzig, 1767.
- Kurzer Begriff der Moraltheologie oder nähere Erklärung der practischen Lehren des Christenthums. Zwei Teile, Leipzig 1772–1773.
- Einleitung in die wahre und vollständige Cosmologie Leipzig 1774.
- Eines großen Gottesgelehrten Gedanken über Herrn Gaßners Teufel-Austreibung. Leipzig 1775.

## Études sur Crusius
- Benden, Magdalene : Christian August Crusius: Wille und Verstand als Prinzipien des Handelns. Bouvier Verlag, Bonn 1972,  (ISBN 3-416-00796-4).
- Carboncini-Gavanelli, Sonia : "Christian August Crusius und die Leibniz-Wolffische Philosophie". in Studia Leibnitiana - Suppl. 26 : Beiträge zur Wirkungs- und Rezeptionsgeschichte von Gottfried Wilhelm Leibniz / hrsg. von Albert Heinekamp. - Stuttgart, (1986). -  (ISBN 3-515-04350-0).
- Festner, Carl : Crusius als Metaphysiker, Diss, Universität Halle-Wittenberg, 1892, 74pp.
- Heimsoeth, Heinz : Metaphysik und Kritik bei Christian A. Crusius. Ein Beitrag zur ontologischen Vorgeschichte der Kritik der reinen Vernunft im 18. Jahrhundert. Berlin, Dt. Verl.-Ges. für Politik und Geschichte , 1926, 67pp.
- Kanzian, Christian : "Kant und Crusius, 1763" in Kant Studien, vol. 84 (4), 1993, pp.399-407.
- Kim, Chang Won : Der Begriff der Welt bei Wolff, Baumgarten, Crusius and Kant, Frankfurt am Main, Lang, 2004
- Krieger, Martin : Geist, Welt und Gott bei Christian August Crusius, Würzburg, Königshausen und Neumann, 1993.
- Krieger, Martin : Das Konzept der natürlichen Theologie des Christian August Crusius Religionsphilosophisches Denken zwischen Leibniz, Wolff und Kant, mémoire de master, Frankfurt am Mainz, Universität Frankfurt am Mainz, 1985, 224pp.
- Marquardt, Anton : Kant und Crusius. Ein Beitrag zum richtigen Verständniss der crusianischen Philosophie. Diss. Kiel, 1885.

## Source
Cet article comprend des extraits du Dictionnaire Bouillet. Il est possible de supprimer cette indication, si le texte reflète le savoir actuel sur ce thème, si les sources sont citées, s'il satisfait aux exigences linguistiques actuelles et s'il ne contient pas de propos qui vont à l'encontre des règles de neutralité de Wikipédia.